# Терновое (Синельниковский район)
Терновое (укр. Тернове) — село,
Зайцевский сельский совет,
Синельниковский район,
Днепропетровская область,
Украина.
Код КОАТУУ — 1224882007. Население по переписи 2001 года составляло 90 человек.

## Географическое положение
Село Терновое находится на расстоянии в 2 км от села Красное.
По селу протекает пересыхающий ручей с запрудой.
Рядом проходят автомобильная дорога Т-0416 и
железная дорога, станция Платформа 1009 км в 0,5 км.